# نماتد گره ریشه
نماتدهای گره ریشه، نماتدهای گالی ریشه یا نماتدهای گال‌زای ریشه (به انگلیسی: Root gall nematode)، نماتدهای انگلی گیاهی از سردهٔ Subanguina هستند که بر علف‌ها، از جمله غلات، و برخی گیاهان دیگر مانند ماگورت تأثیر می‌گذارند. آنها از نماتدهای ریشه گره که از سردهٔ Meloidogyne هستند متمایز هستند. تاکنون حدود بیست و پنج گونه جداگانه از Subanguina شناسایی شده‌است، اگرچه شناخته‌شده‌ترین و گونه نماد آن Subanguina radicicola است.